# Sphaeralcea pedatifida
Sphaeralcea pedatifida är en malvaväxtart som beskrevs av Samuel Frederick Gray. Sphaeralcea pedatifida ingår i släktet klotmalvor, och familjen malvaväxter. Inga underarter finns listade i Catalogue of Life.